# Mario Morina
Mario Morina (ur. 16 października 1992 w Tiranie) – albański piłkarz, w latach 2011–2015 członek albańskiej reprezentacji U-21.